# Avril 1871

## Événements
- France : combats des insurgés (20 000 à 30 000 hommes) contre les troupes régulières de Versailles (130 000 soldats sous les ordres de Mac-Mahon) à partir du 2 avril. Bombardement de la capitale pendant six semaines.
- Les États allemands du sud, pressés par les difficultés économiques, entrent dans le nouveau Reich.

- 2 avril : publication du recensement au Canada : 3,690 millions d'habitants dont 2,110 millions Britanniques d'origine et 1,083 million d'origine française. Recensement canadien de 1871

- 5 avril, France : fin de la commune de Marseille, sabrée par le général Henri Espivent de La Villesboisnet.
- 16 avril : une constitution est promulguée ; elle reprend, avec quelques aménagements, la constitution de 1867. L’empire comprend 25 États d’importance inégale : quatre royaumes (Prusse, Bavière, Saxe, Wurtemberg) qui regroupent 5/6 de la population, six grands-duchés, cinq duchés, sept principautés, trois villes libres (Hambourg, Brême, Lübeck) et le Reichsland d’Alsace-Lorraine. Chaque État garde sa constitution propre.
  - La Prusse, avec 348 000 km2, occupe les 5/8 de la superficie du Reich et sa population de 24 millions d’habitants représente les 3/5 de la population de l’Empire.
- 30 avril, France : premier tour des élections municipales en province.
- 30 avril, Territoire de l'Arizona : massacre de Camp Grant durant les guerres apaches. 125 Apaches ont été tués, majoritairement des femmes et des enfants, et 27 enfants ont été capturés pour être vendus comme esclaves. Sous la pression du président Ulysses S. Grant, les responsables de l'attaque ont été jugés mais le jury a déclaré les accusés non coupables.

## Naissances
- 15 avril : Katsurō Hara, historien japonais.
- 16 avril : John Millington Synge, né à Rathfarnham, auteur dramatique irlandais.

## Décès
- 4 avril : Peter von Hess, peintre allemand (° 29 juillet 1792).
- 5 avril : Paulo Savi, géologue et ornithologue italien (° 1798).